# Église Sainte-Marie de Stanley

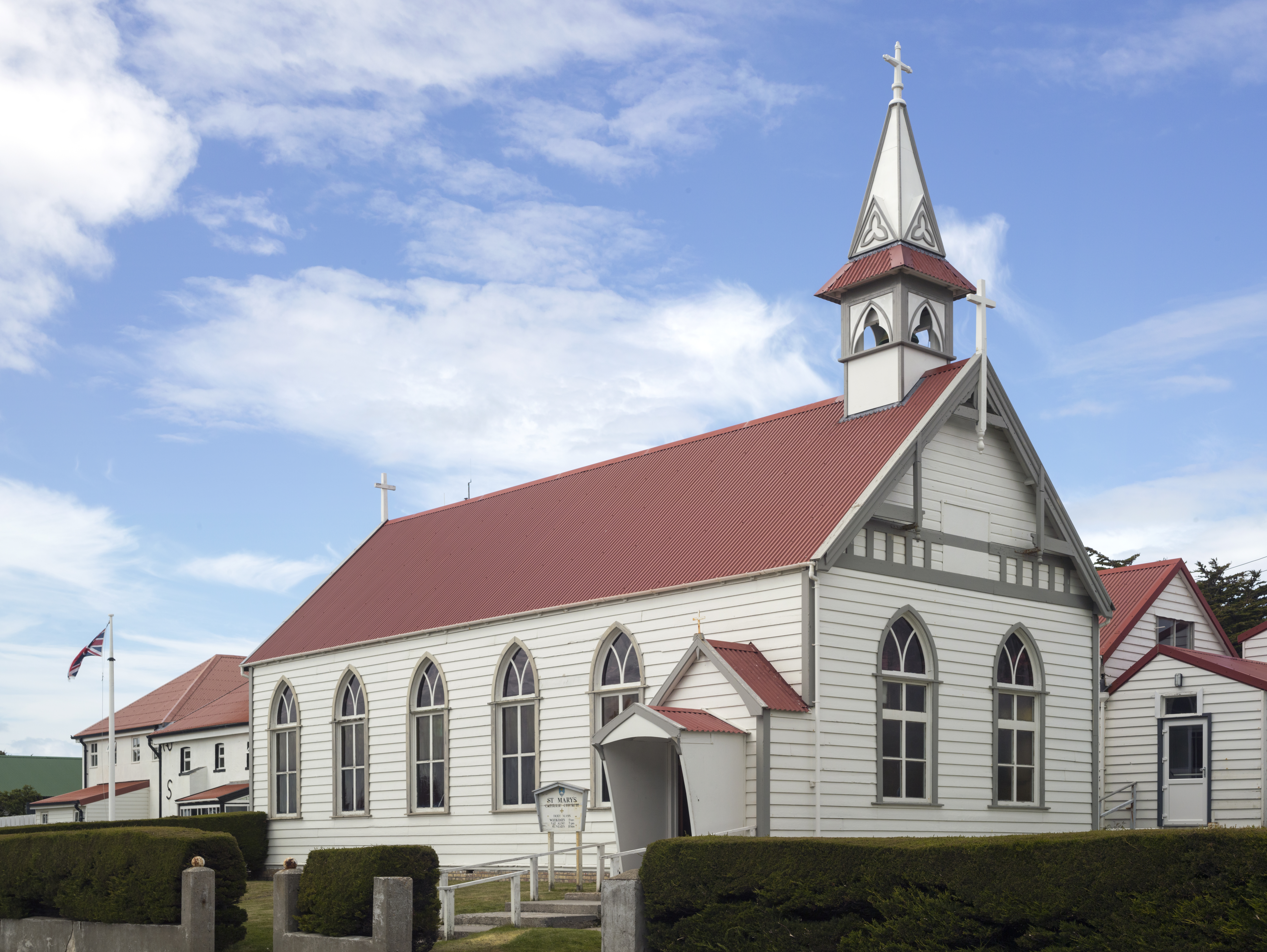
Vue générale depuis Ross road

Pour les articles homonymes, voir Église Sainte-Marie.
L'église Sainte Marie (anglais :  St. Mary's Church) de Port Stanley, la capitale des îles Malouines est le siège de l'unique paroisse catholique de ce territoire et joue le rôle de pro-cathédrale de la Préfecture apostolique des îles Malouines qui relève directement du Saint-Siège. C'est du reste la seule église catholique de tout l'archipel.
Elle est située au 12 de Ross Road, la principale avenue de Stanley qui longe la mer, non loin du port et à l'ouest de la cathédrale anglicane. C'est un très simple édifice  en bois à nef unique, surmonté d'un petit clocher à son extrémité ouest, qui a été consacré en 1899. L'entrée des fidèles se fait par une porte latérale au fond de la nef, ouvrant sur Ross road. À l'intérieur, le mur ouest est décoré d'une fresque représentant la dernière cène et peinte par un artiste local nommé James Peck. L'église est éclairée par  de grande baies vitrées à l'allure de vitraux simplifiés (seuls ceux situés derrière l'autel sont de véritables vitraux). La couverture est en tôle ondulée.   

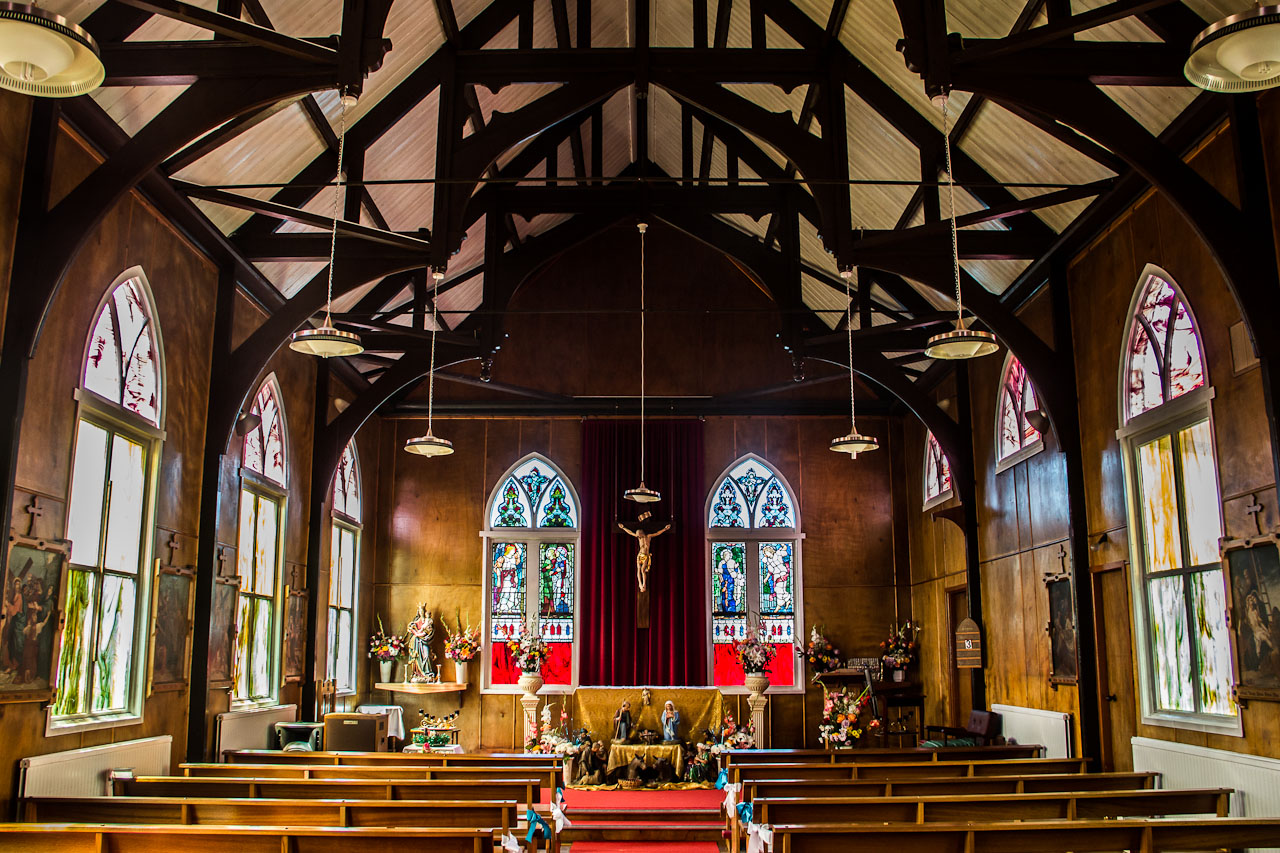
Vue intérieure

En septembre 1966, les auteurs de l'Opération Condor qui avaient organisé le détournement  d'un avion des Aerolíneas Argentinas et son atterrissage non autorisé à Port Stanley y trouvèrent refuge auprès du prêtre desservant avant d'être expulsés vers l'Argentine.
Une messe a été célébrée dans cette église le 1er juillet 1974 à l'occasion du décès du président argentin Juan Perón en présence des autorités insulaires et d'employés de compagnies argentines et d'enseignants de l'espagnol. 
Un nombre accru de messes y furent célébrées, en anglais comme en espagnol, durant la guerre des Malouines.